# Polygonum equisetiforme
Polygonum equisetiforme là một loài thực vật có hoa trong họ Rau răm. Loài này được Sm. miêu tả khoa học đầu tiên năm 1809.